# Débora Rodrigues (cabeleireira)
Débora Rodrigues dos Santos (Irecê, 20 de setembro de 1985), também conhecida como Débora do Batom, é uma cabeleireira brasileira que ganhou notoriedade por sua participação nos ataques de 8 de janeiro de 2023, em Brasília, quando escreveu a frase "Perdeu, mané" com batom na estátua "A Justiça", dita pelo ministro Luís Roberto Barroso, localizada em frente ao Supremo Tribunal Federal (STF).  
O ato, que ocorreu durante os protestos antidemocráticos contra o resultado das eleições presidenciais de 2022, levou à sua prisão e a um julgamento amplamente debatido no Brasil e no exterior. Débora foi condenada a 14 anos de prisão por cinco crimes, incluindo tentativa de golpe de Estado e deterioração de patrimônio tombado. Sua história gerou discussões sobre proporcionalidade de penas, justiça e polarização política no país.

## Biografia
Débora Rodrigues dos Santos nasceu em Irecê, Bahia, em 1985. Mudou-se para Paulínia, São Paulo, onde viveu com sua família antes de sua prisão. Casada e mãe de dois filhos menores, de 8 e 11 anos (em 2025), ela concluiu um curso de cabeleireira em 2008 e trabalhava na profissão até os eventos de 8 de janeiro de 2023. Sem antecedentes criminais antes dos atos, Débora era descrita por sua família como uma mãe dedicada e trabalhadora.

### Participação nos atos de 8 de Janeiro
Em 7 de janeiro de 2023, Débora viajou de Paulínia para Brasília, onde se juntou a acampamentos em frente ao Quartel-General do Exército. No dia seguinte, participou dos protestos na Praça dos Três Poderes, que culminaram na invasão e depredação das sedes do STF, do Congresso Nacional e do Palácio do Planalto. Durante os atos, ela usou um batom vermelho para escrever a frase "Perdeu, mané" na estátua "A Justiça".
A frase era uma referência a uma declaração do ministro Luís Roberto Barroso, presidente do STF, que respondeu a um manifestante em Nova York em 2022. Débora foi fotografada durante o ato de pichação e confirmou sua autoria em depoimento à Polícia Federal. Ela alegou que desconhecia o valor simbólico e financeiro da estátua e que outra pessoa começou a pichação, pedindo que ela continuasse por ter uma letra mais bonita. Em uma carta enviada ao ministro Alexandre de Moraes, Débora pediu desculpas, expressando arrependimento e afirmando que acreditava estar participando de uma manifestação pacífica.

### Prisão e Julgamento
Débora foi presa em 17 de março de 2023, durante a 8ª fase da Operação Lesa Pátria, deflagrada pela Polícia Federal para investigar os envolvidos nos atos de 8 de janeiro. Ela permaneceu detida no Centro de Ressocialização Feminino de Rio Claro, São Paulo, até 28 de março de 2025, quando o ministro Alexandre de Moraes concedeu prisão domiciliar com uso de tornozeleira eletrônica, após parecer favorável da Procuradoria-Geral da República (PGR). Durante o período na prisão, Débora trabalhou, apresentou bom comportamento e foi aprovada no Exame Nacional do Ensino Médio (Enem).
A cabeleireira foi denunciada pela PGR por cinco crimes: Abolição violenta do Estado Democrático de Direito (pena de 4 anos e 6 meses); tentativa de golpe de Estado (5 anos), associação criminosa armada (1 ano e 6 meses), dano qualificado contra o patrimônio da União (1 ano e 6 meses); deterioração de patrimônio tombado (1 ano e 6 meses).
O julgamento ocorreu na Primeira Turma do STF, composta pelos ministros Alexandre de Moraes, Flávio Dino, Cármen Lúcia, Cristiano Zanin e Luiz Fux. Em 25 de abril de 2025, Débora foi condenada a 14 anos de prisão, com votos favoráveis de Moraes, Dino e Cármen Lúcia. Zanin propôs uma pena de 11 anos, enquanto Fux defendeu uma condenação de 1 ano e 6 meses, limitada ao crime de deterioração de patrimônio tombado. A defesa de Débora argumentou que não havia provas de sua participação em atos violentos ou de adesão a um plano golpista, classificando a pena como desproporcional.

## Repercussão e uso político do caso

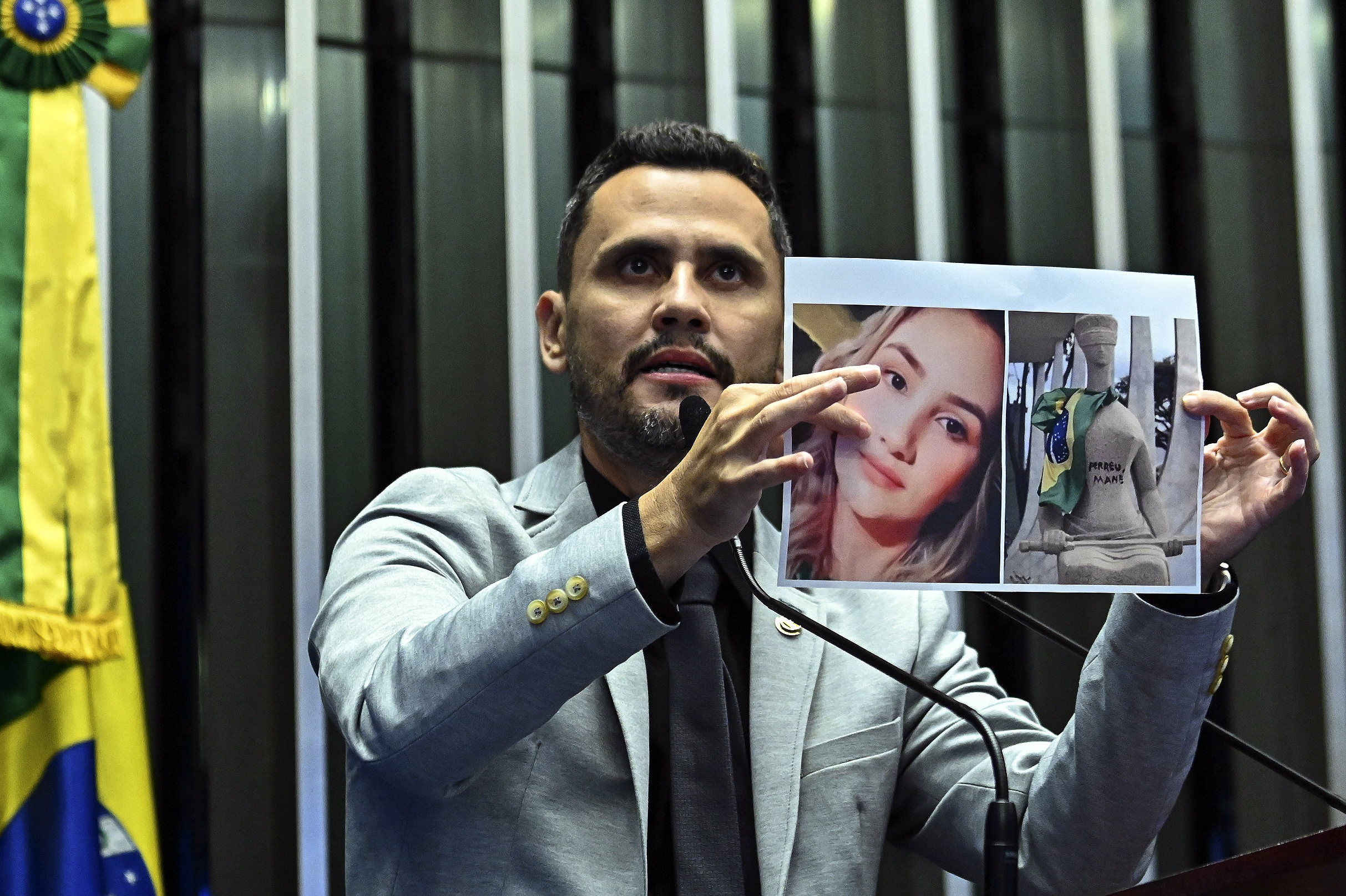
Senador Cleitinho (Republicanos-MG) exibe foto de Débora no plenário do Senado em 12 de março de 2025.

O caso de Débora Rodrigues dos Santos gerou intensa polarização. Críticos da condenação, incluindo políticos como Jair Bolsonaro, Flávio Bolsonaro e Bia Kicis, além de figuras públicas como Mônica Salgado e Deltan Dallagnol, disseram que a pena era excessiva, pois Débora usou apenas um batom e não cometeu atos violento; omitindo o fato de que a cabeleireira foi condenada por cinco crimes diferentes. De modo geral, políticos alinhados ao bolsonarismo fazem uso político do caso para apoiar um projeto de anistia aos condenados pelos atos de 8 de janeiro, com o objetivo mais amplo de que esta se estenda ao ex-presidente Jair Bolsonaro.
"Foram várias acusações e delitos que foram imputadas e confirmadas contra Débora. Criar a ideia de que ela teria sido condenada apenas por pichar a estátua é um equívoco grave. O bolsonarismo aposta sempre na burrice e na ignorância, acredita que a população não vai buscar informações aprofundadas sobre determinado tema e vai tomar como verdades as fake news. O caso da Débora é bastante exemplificativo dessa estratégia".— Marco Aurélio de Carvalho
O caso também gerou discussões sobre os limites da liberdade de expressão, a dosimetria das penas e a atuação do STF nos julgamentos dos envolvidos nos atos de 8 de janeiro. A frase "Perdeu, mané" foi amplamente reproduzida, tanto por apoiadores quanto por críticos, e o uso de um batom como instrumento do ato alimentou narrativas opostas: parlamentares da oposição manifestaram apoio à cabeleireira, alegando que a pena foi excessiva em comparação ao grau de violência de sua conduta específica; enquanto para políticos da base governista, como o deputado André Janones, como também para alguns juristas e analistas políticos, o ato é considerado parte de uma ação coordenada contra a democracia, de modo que destacam a importância da resposta firme do STF como forma de garantir o funcionamento da Estado Democrático de Direito no Brasil.